# КК Младост Мркоњић Град
КК Младост је босанскохерцеговачки кошаркашки клуб из Мркоњић Града. Тренутно се такмичи у Првој лиги Босне и Херцеговине.

## Историја
Основан је 1970. године. До сада је био шампион Прве и Друге лиге Републике Српске и два пута вицешампион купа Републике Српске. Проглашен је најбољим спортским колективом у 2007. на нивоу мркоњићке општине.
Клуб игра код куће у спортској дворани са 730 мјеста за сједење, која је отворена у децембру 2006. године.

## Познатији играчи
- Марко Јеремић
- Коча Јововић
- Богдан Ризнић
- Обрад Томић
- Стефан Митровић